# Musée national de Gwangju
Le musée national de Gwangju  (국립광주박물관, Gwangju National Museum) est un musée situé à Gwangju, en Corée du Sud. Il a été inauguré le 6 décembre 1978 et est chargé de la préservation des reliques culturelles du Jeolla du Sud.
Ce musée est divisé en sept espaces : la préhistoire, la période des Trois Royaumes, l'art bouddhique, la peinture, la poterie de Koryo et de Joseon. Une salle particulière est consacrée aux objets trouvés dans un bateau de commerce qui avait sombré près de Sinan il y a plus de 600 ans.
Avec 645 061 visiteurs en 2012, il faisait partie des musées d'art les plus visités au monde.

## Galerie

Œuvres conservées
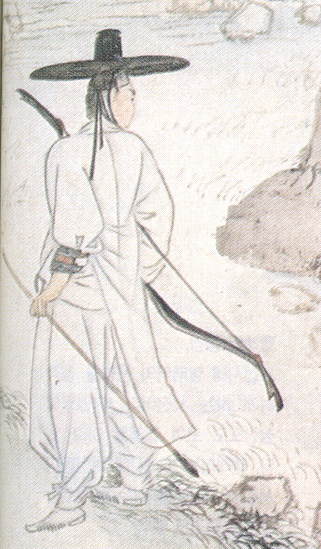
Noble yangban peint par Hyewon
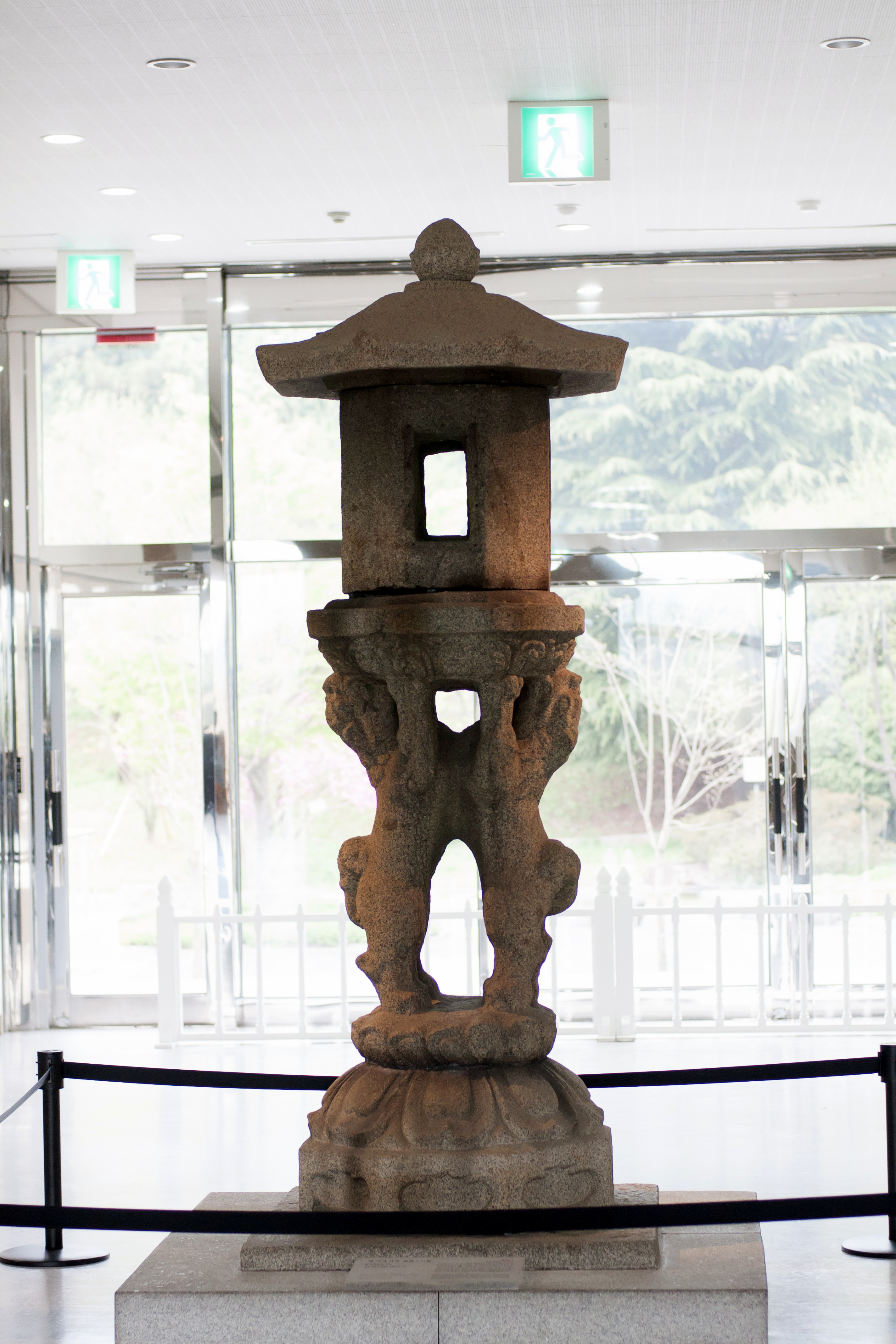
Lanterne de pierre aux deux lions de la forteresse Jungheungsanseong